# Lac Oahe
Pour les articles homonymes, voir Oahe.
Le lac Oahe est un lac de barrage du barrage Oahe sur le Missouri dans les États du Dakota du Sud et du Dakota du Nord, aux États-Unis.

## Description
Le lac commence dans le centre du Dakota du Sud et continue vers le nord dans le Dakota du Nord aux États-Unis. Il a une superficie de 1 500 km2 et une profondeur maximale de 62 mètres. C'est le troisième plus grand lac artificiel des États-Unis en termes de superficie, après le Lac Sakakawea. En volume, c’est le quatrième plus grand réservoir des États-Unis. Le lac Oahe a une longueur d’environ 372 km et a un rivage de 3 620 km. 51 zones de loisirs sont situées le long du lac Oahe, et 1,5 million de personnes visitent le réservoir chaque année. Le lac porte le nom de la mission indienne d’Oahe de 1874. 
Le lac Oahe commence juste au nord de Pierre, dans le Dakota du Sud, et s’étend presque aussi loin au nord que Bismarck, dans le Dakota du Nord. Mobridge est situé sur la rive est de la partie centrale du lac. Les ponts sur le lac Oahe comprennent la US Route 212 à l’ouest de Gettysburg, et la US Route 12 à Mobridge. L’ancienne ville de Forest City a été inondée sous les eaux du lac, à environ 9 miles à l’ouest de Gettysburg. Des sites archéologiques préhistoriques ont été explorés dans la région, y compris le village de Molstad près de Mobridge. Il date d’avant l’émergence des Arikara, des Hidatsa et des Mandans en tant que peuples distincts, et a été désigné comme monument historique national.

## Source
- (en) Cet article est partiellement ou en totalité issu de l’article de Wikipédia en anglais intitulé « Lake Oahe » (voir la liste des auteurs).